# Руденко, Алексей Иванович
Алексей Иванович Руденко (март 1905, с. Вербенка Сулинского р-на Ростовской обл. — ????) — советский государственный и партийный деятель, 1-й секретарь Таганрогского горкома КПСС (1950—1954).

## Биография
До 1917 года учился в сельской школе и с 9 лет работал по найму. С 1918 по 1922 год работал коногоном, катальщиком на шахте Екатерининского рудника в Сулине.
В 1922 году возвратился в село, где работал сельхозрабочим, затем секретарем и председателем сельсовета совхоза «Горняк».
В 1924 году организовал в селе комсомольскую ячейку, в которой был секретарем. В 1927—1928 работал на Красно-Сулинском металлургическом заводе.
С 1930 — на партийной работе в Сулинском, Шахтинском районах. Старший политрук батальона СКВО во Владикавказе, Новочеркасске. Парторг ЦК ВКП(б) на ж.-д. транспорте (Белореченский Восточный участок, Краснодарский край).
В 1936—1937 — директор совхоза № 12 «Красный Сулин». В 1937—1938 — председатель горсовета Красного Сулина. В 1938—1943 — секретарь Красносулинского ГК ВКП(б). В 1947—1950 — второй секретарь Таганрогского ГК ВКП(б).
С 1950 по 1954 год работал Первым секретарём Таганрогского ГК ВКП(б).
В 1954—1961 — зав. организационно-инструкторским отд. Ростовского облисполкома.

## Награды, звания
- Орден «Знак Почёта»
- Награждён медалями